# Serginho Moraes
Sérgio Moraes, também conhecido por Serginho Moraes (São Paulo, 23 de julho de 1982) é um lutador de MMA brasileiro, tetra campeão mundial de jiu-jítsu. Ele é mais conhecido no MMA por sua passagem no programa The Ultimate Fighter: Brasil, no qual conseguiu a segunda colocação, perdendo na final para Cézar Mutante.

## Biografia
Serginho é chamado de "O Orgulho da Cohab", apelido dado pois foi lá onde Serginho nasceu (Cohab 2 - Itaquera - São Paulo - SP).
Serginho foi quatro vezes Campeão Mundial de Jiu-Jítsu Brasileiro, mas sua luta mais famosa foi quando derrotou Kron Gracie no Campeonato Mudial de 2008. Serginho faz parte da Alliance.
Atualmente, ele está ensinando jiu-jítsu em Curitiba, na academia de André Dida, a Evolução Thai.

## Carreira no MMA

### Início da carreira
Serginho fez sua estreia no MMA profissional em 21 de outubro de 2006 no seu país natal, Brasil. Ao longo dos próximos cinco anos, ele acumulou um recorde de 6 vitórias e 1 derrota, com 5 de suas 6 vitórias vindo por finalização.
Serginho fez sua estreia nos Estados Unidos em 19 de junho de 2009 pelo Bellator Fighting Championships. Ele derrotou Josh Martin por finalização (triângulo) no Bellator 12.

### The Ultimate Fighter
Serginho foi um dos 32 escolhidos para as eliminatórias do programa The Ultimate Fighter: Brasil. Na sua luta eliminatória derrotou Thiago Rela por finalização (chave de calcanhar) no primeiro round e garantiu sua vaga na casa do TUF. Na escolha dos times, Serginho foi um dos escolhidos para o time de Vitor Belfort. Na sua próxima luta passou a derrotar o também Campeão Mundial de Jiu-Jitsu, Delson "Pé de Chumbo" por finalização (mata-leão). Na primeira luta dos Pesos Médios das semifinais, Serginho enfrentou Daniel Sarafian e acabou sendo nocauteado no primeiro round com uma joelhada voadora.

### Ultimate Fighting Championship
Serginho fez sua estréia no UFC em 23 de junho de 2012, no UFC 147 contra Cézar Ferreira. Ele substituiu Daniel Sarafian - que se machucou - na final do The Ultimate Fighter: Brasil. Na luta, Mutante derrotou Serginho por decisão unânime.
Serginho, finalista da primeira edição do TUF Brasil entre os médios, encarou o compatriota Reneé Forte e finalizou de maneira sensacional com um mata leão em pé, no UFC 153.
Depois de quase um ano sem lutar, Serginho enfrentou americano Neil Magny, no UFC 163, no dia 3 de agosto de 2013, no Rio de Janeiro e finalizou novamente de uma forma sensacional com um triângulo na posição da montada, que ganhou o prêmio de Finalização da Noite.
Serginho era esperado para enfrentar Zak Cummings em 30 de novembro de 2013 no The Ultimate Fighter 18 Finale. Porém, Cummings se lesionou e foi substituído por Sean Spencer. No entanto, Serginho se lesionou e foi substituído pelo estreante Drew Dober.
Serginho era esperado para enfrentar Santiago Ponzinibbio em 13 de setembro de 2014 no UFC Fight Night: Pezão vs. Arlovski II. Porém, a luta não aconteceu devido a um problema no joelho esquerdo de Serginho, o mesmo foi substituído pelo compatriota e estreante Wendell Oliveira.
Moraes era esperado para enfrentar Peter Sobotta em 11 de abril de 2015 no UFC Fight Night: Gonzaga vs. Cro Cop 2. No entanto, uma lesão o retirou da luta e ele foi substituído por Gasan Umalatov. Porém, Umalatov também se lesionou e foi substituído pelo estreante Mickael Lebout. Serginho derrotou o estreante por decisão unânime.
Uma luta entre Sergio Moraes e Peter Sobotta foi remarcada para 20 de junho de 2015 no UFC Fight Night: Jędrzejczyk vs. Penne. No entanto, uma lesão nas costas fez com que Serginho fosse retirado do card. Sendo assim, ele foi substituído pelo estreante Steve Kennedy.
Sérgio substituiu Lyman Good e enfrentar Omari Akhmedov em 10 de Dezembro de 2015 no UFC Fight Night: Namajunas vs. VanZant. Moraes venceu a luta por nocaute técnico no terceiro round, sendo essa sua primeira vitória por nocaute na carreira.
Sergio enfrentou o compatriota e estreante Luan Chagas em 14 de Maio de 2016 no UFC 198: Werdum vs. Miocic. A luta foi muito equilibrada, com destaque para Chagas no primeiro round, Serginho no segundo e o terceiro foi morno que acarretou aos juízes o termino em empate.

## Cartel no MMA
| Cartel no MMA   |             |            |
| 21 lutas        | 14 vitórias | 6 derrotas |
| Por nocaute     | 1           | 4          |
| Por finalização | 8           | 0          |
| Por decisão     | 5           | 2          |
| Empates         | 1           | 1          |

| Res.    | Cartel | Oponente                  | Método                   | Evento                                  | Data       | Round | Tempo | Local                   | Notas                           |
| ------- | ------ | ------------------------- | ------------------------ | --------------------------------------- | ---------- | ----- | ----- | ----------------------- | ------------------------------- |
| Derrota | 14-6-1 | James Krause              | Nocaute Técnico (socos)  | UFC Fight Night: Błachowicz vs. Jacaré  | 16/11/2019 | 3     | 4:19  | São Paulo               |                                 |
| Derrota | 14-5-1 | Warlley Alves             | Nocaute (soco)           | UFC 237: Namajunas vs. Andrade          | 11/05/2019 | 3     | 4:13  | Rio de Janeiro          |                                 |
| Derrota | 14-4-1 | Anthony Rocco Martin      | Decisão (unânime)        | UFC Fight Night: Lewis vs. dos Santos   | 09/03/2019 | 3     | 5:00  | Wichita                 |                                 |
| Vitória | 14-3-1 | Ben Saunders              | Finalização (katagatame) | UFC Fight Night: Santos vs. Anders      | 22/09/2018 | 2     | 4:42  | São Paulo               |                                 |
| Vitória | 13-3-1 | Tim Means                 | Decisão (dividida)       | UFC Fight Night: Machida vs. Anders     | 03/02/2018 | 3     | 5:00  | Belém                   |                                 |
| Derrota | 12-3-1 | Kamaru Usman              | Nocaute (soco)           | UFC Fight Night: Rockhold vs. Branch    | 16/09/2017 | 1     | 2:48  | Pittsburgh, Pensilvânia |                                 |
| Vitória | 12-2-1 | Davi Ramos                | Decisão (unânime)        | UFC Fight Night: Belfort vs. Gastelum   | 11/03/2017 | 3     | 5:00  | Fortaleza               |                                 |
| Vitória | 11-2-1 | Zak Ottow                 | Decisão (dividida)       | UFC Fight Night: Nogueira vs. Bader II  | 19/11/2016 | 3     | 5:00  | São Paulo               |                                 |
| Empate  | 10-2-1 | Luan Chagas               | Empate (dividido)        | UFC 198: Werdum vs. Miocic              | 14/05/2016 | 3     | 5:00  | Curitiba                |                                 |
| Vitória | 10-2   | Omari Akhmedov            | Nocaute Técnico (socos)  | UFC Fight Night: Namajunas vs. VanZant  | 10/12/2015 | 3     | 2:18  | Las Vegas, Nevada       |                                 |
| Vitória | 9-2    | Mickael Lebout            | Decisão (unânime)        | UFC Fight Night: Gonzaga vs. Cro Cop II | 11/04/2015 | 3     | 5:00  | Kraków                  |                                 |
| Vitória | 8-2    | Neil Magny                | Finalização (triângulo)  | UFC 163: Aldo vs. Jung                  | 03/08/2013 | 1     | 3:13  | Rio de Janeiro          | Finalização da Noite.           |
| Vitória | 7-2    | Reneé Forte               | Finalização (mata leão)  | UFC 153: Silva vs. Bonnar               | 13/10/2012 | 3     | 3:10  | Rio de Janeiro          |                                 |
| Derrota | 6-2    | Cézar Mutante             | Decisão (unânime)        | UFC 147: Silva vs. Franklin II          | 23/06/2012 | 3     | 5:00  | Belo Horizonte          | Perdeu o TUF: Brasil Peso Médio |
| Vitória | 6-1    | Manuelo Morales           | Finalização (americana)  | Jungle Fight 18 - São Paulo             | 20/03/2010 | 1     | 1:43  | São Paulo               |                                 |
| Derrota | 5-1    | Brett Cooper              | Nocaute (soco)           | JF - Jungle Fight 16                    | 17/10/2009 | 2     | 5:00  | Rio de Janeiro          |                                 |
| Vitória | 5-0    | Tommy Depret              | Finalização (mata leão)  | JF - Jungle Fight 15                    | 19/09/2009 | 1     | 3:55  | São Paulo               |                                 |
| Vitória | 4-0    | Josh Martin               | Finalização (triângulo)  | Bellator 12                             | 19/06/2009 | 1     | 4:21  | Hollywood, Flórida      |                                 |
| Vitória | 3-0    | Gérson da Silva Conceição | Decisão (unânime)        | MTL - Final                             | 10/11/2007 | 3     | 5:00  | São Paulo               |                                 |
| Vitória | 2-0    | André Santos              | Finalização (triângulo)  | MTL - Mo Team League 2                  | 29/09/2007 | 1     | 2:07  | São Paulo               |                                 |
| Vitória | 1–0    | Anderson Carioca          | Finalização (mata leão)  | RF - Real Fight 3                       | 21/10/2006 | 1     | 3:51  | São José dos Campos     | Estréia no MMA                  |